# REALIZE (喜多村英梨の曲)
「REALIZE」（リアライズ）は、喜多村英梨の通算3枚目のシングル。2008年7月23日にランティスから発売された。

## 解説
ランティス第1弾シングル。前2作と違い、ノンタイアップとなっている。本作の発売を記念し、2008年8月10日にアニブロゲーマーズなんば店、8月24日にAKIHABARAゲーマーズ本店にてイベントが開催された。

## 収録曲
（全作詞：こだまさおり）
1. REALIZE [4:11] 
作曲・編曲：齋藤真也
2. BE NAKED [4:16]
作曲：佐野貴幸、編曲：伊橋成哉
3. REALIZE（off vocal） [4:10]
4. BE NAKED（off vocal） [4:12]